# Опсада Канпура
Опсада Канпура (енгл. Siege of Cawnpore), устаничка победа током Индијског устанка 1857. године.

## Позадина
Средином 19. века Канпур је био важна лука на реци Ганг у краљевству Ауд, које је Британска источноиндијска компанија анектирала 1856. године, озлоједивши локално становништво и земиндаре, као и властите најамнике, сепоје Бенгалске армије, који су знатним делом били регрутовани из Ауда. Пред избијање индијског устанка у мају 1857. град су чувала 3 пука сепоја (1, 53. и 56. пук домородачке пешадије) и  1 пук совара (2. пук лаке коњице) под командом генерал-мајора Хјуа Вилера (енгл. Hugh Wheeler), официра Компаније. Најближе место са већом британском посадом био је Лакнау, удаљен око 40 mi (64 km), где се налазио један британски батаљон.

## Супротстављене снаге

### Британци
Британске снаге састојале су се од 60 људи из 84. краљевског пука, 78 инвалида из 32. краљевског пука, 15 мадраских стрелаца и 58 артиљераца у служби Компаније. Моубри Томсон, један од ретких преживелих бранилаца, наводи да су се европске снаге састојале од официра из сепојских пукова, 60 војника из 84. краљевског пука, 74 инвалида из 32. краљевског пука, 65 мадраских стрелаца и 59 артиљераца у служби Компаније - укупно око 300 војника. Наоружани су и сви за борбу способни цивили, око стотинак људи. Британски војници били су наоружани пушкама каписларама типа Енфилд, а официри и коњаници имали су пиштоље каписларе (са једним метком) и револвере Дин-Адамс са 5 метака. Цивили су били наоружани резервним војничким и приватним ловачким пушкама, а они имућнији и револверима разних типова (амерички Колт, британски Адамс, Трантер и Вебли). Од артиљерије, у британском шанцу било је 10 топова (9 лаких и једна тешка хаубица од 24 фунте).
Неки извори наводе да је и око 80 сепоја остало верно генералу Вилеру. Након што је њихова касарна изгорела, осмог дана опсаде, генерал их је отпустио, и већина је успела да се ноћу искраде из шанца и прође кроз побуњенике.

### Вилеров шанац
Британско утврђење састојало се од две приземне касарне са верандама, које су у мирно доба служиле за смештај по 100 војника, од којих је једна била покривена црепом, а друга сламом. Биле су окружене ровом и ниским и слабим правоугаоним опкопом високим свега 120 цм, дебљине 90 цм на бази, а 60 цм на врху (тако да је на врху пропуштао зрна из пушке), са отворима за постављање топова, чије посаде нису имале никавог заклона. Северна страна, окренута реци, била је ојачана малим троугластим спољашњим утврђењем (које су браниоци у шали називали Редан), којим су командовали мајор Вибарт и капетан Џенкинс. На североисточном углу налазила се батерија од 3 топа (1 хаубица од 24 фунте и 2 пољска топа од 9 фунти) под командом поручника Аше-а, источни бедем бранио је капетан Кемпланд, а на југоисточном углу налазила се батерија од 3 топа од 9 фунти под командом поручника Екфорда и Делафосеа. Мања барака (покривена црепом) на западној страни шанца имала је да послужи као цитадела под командом поручника Турнбула, брањена малим топом од 3 фунте под командом мајора Проута, а на северозападном углу била била је батерија од три топа од 9 фунти под командом поручника Демпстера и Мартина. Са јужне стране шанца био је низ недовршених касарни, од којих су две најближе запоселе британске посаде од по 16 људи, једна под командом поручника Моубри Томсона.

### Устаници
Главне снаге устаника састојале су се од три пука побуњених сепоја и једног пука совара, у свему око 3.000 војника. Сам Нана Сахиб довео је око 100 својих сепоја и 300 најамника са 2 топа. Уз то, устаницима се придружио већи број локалне властеле (земиндара), сваки са мањом или већом наоружаном пратњом, укупно преко 3.000 људи, и део побуњених грађана и ослобођених затвореника. Сепоји су били наоружани мускетама каписларама Смеђа Бес, а пратиоци великаша већином мускетама фитиљачама, док су сиромашнији устаници већином имали само хладно оружје. Од артиљерије, устаници су имали 20 топова, од чега неколико тешких оруђа калибра 24 фунте.

## Опсада
Након почетка Индијског устанка 10. маја 1857. у околини Делхија и устаничког заузимања старе престонице (11.маја), побуна се у наредне три недеље раширила међу домородачким јединицама Бенгалске армије и захватила читаву северну Индију. Сепоји у Канпуру побунили су се 5. јуна и генерал Вилер се са малим бројем европских војника (свега две чете које су стигле Гангом узводно из Калкуте и неколико артиљераца) и неколико стотина британских цивила, жена и деце повукао у касарну на југу Канпура, која се састојала од две зидане бараке окружене на брзину подигнутим опкопом.
Побуњеним сепојима придружила се и локална властела (земиндари) на челу са Нана Сахибом, Раџом од Битура. Нана је био разбаштињени усвојени син последњег пешве царства Марата, и желео је да искористи побуну како би обновио државу Марата. Уз то је Тантија Топи довео из Гвалиора око 20.000 добровољаца.
Одбрана је потрајала три недеље, отежана великим бројем цивила и малим залихама хране. Најзад, принуђен глађу и жеђу, генерал Вилер је започео преговоре са Нана Сахибом, тражећи слободан пролаз реком до Алахабада. Нана Сахиб је привидно пристао и британска посада се предала, али су сви браниоци по изласку из утврђења масакрирани заједно са женама и децом.

## Последице
Британска војска под командом генерала Хенрија Хевлока повратила је Канпур месец дана касније, 16. јула 1857. Одмазда Британаца над заробљеним устаницима и грађанима Канпура била је сурова и неумерена, а град је постао главна база британске војске за операције против устаника у оближњем Лакнау. Покољ британских жена, деце и заробљеника у Канпуру послужио је као изговор Британцима да почине небројене покоље индијских устаника и цивила током гушења устанка.
Након пада Канпура Нана Сахиб је отишао у Лакнау и започео герилско ратовање, а Тантија Топи у Џанси, у помоћ Лакшми Беј.

## У књижевности
Опсада Канпура је детаљно описана у историјском роману Флешмен у Великој игри (1975) британског књижевника Џорџа Макдоналда Фрејзера.